# Pyrgauchenia suberecta
Pyrgauchenia suberecta är en insektsart som beskrevs av William Lucas Distant. Pyrgauchenia suberecta ingår i släktet Pyrgauchenia och familjen hornstritar. Inga underarter finns listade i Catalogue of Life.